# Laura van Ramshorst
Laura van Ramshorst is een Nederlands langebaanschaatsster. 
In januari 2020 won Van Ramshorst de Alternatieve Elfstedentocht Weissensee.
In 2020 startte zij op de Nederlandse kampioenschappen afstanden op het onderdeel massastart.

## Records

### Persoonlijke records[4]
| Afstand    | Tijd    | Datum             | Baan       |
| ---------- | ------- | ----------------- | ---------- |
| 500 meter  | 43,44   | 2 maart 2020      | Heerenveen |
| 1000 meter | 1.32,77 | 15 december 2012  | De Scheg   |
| 1500 meter | 2.09,15 | 2 maart 2020      | Heerenveen |
| 3000 meter | 4.49,52 | 27 september 2014 | Nijmegen   |

## Privé
In het dagelijks leven werkt Van Ramshorst met verstandelijk gehandicapten bij Amerpoort.